# Королевка (Липовецкий район)
Королевка (укр. Королівка) — село на Украине, находится в Липовецком районе Винницкой области.
Код КОАТУУ — 0522287003. Население по переписи 2001 года составляет 149 человек. Почтовый индекс — 22532. Телефонный код — 4358.
Занимает площадь 0,778 км².